# Longford (Derbyshire)
Pour les articles homonymes, voir Longford.
Longford est une paroisse civile et un village du Derbyshire, en Angleterre.